# QCad
큐캐드(QCAD)는 2D 설계 및 제도를 위한 무료 오픈소스 컴퓨터지원설계(CAD) 소프트웨어 응용프로그램이다. 리눅스, Apple OS X, 유닉스 및 마이크로소프트 윈도우에서 사용할 수 있다. QCAD GUI는 Qt 프레임 워크를 기반으로 하고있다.
QCAD는 GNU General Public License 하에 배포된다. 미리 컴파일 된 패키지는 32 비트 및 64 비트 GNU / Linux 플랫폼, MS Windows  및 애플 OS X에서 즉시 사용할 수 있으며, 배포를 위한 최소한의 비용으로 제공되고 있다.
실행파일로 컴파일하거나 커스마이징을 위한 소스는 GPL로 공개되어있으며, 무료이고, 큐캐드(QCAD) 커뮤니티에서 온라인으로 배포하고 있다.
QCAD는 리본소프트사(RibbonSoft社)가 개발했지만 여전히 커뮤니티에 의해 공개되고 관리되고 있다. QCAD의 개발은 1999년 10월에 CAM Expert의 코드에서부터 시작되었다. QCAD 2은 2003년 9월에 버전이 승격되었다.  이것은 "생산성이 뛰어나고 사용자 친화적이고 유연하며 다른 제품과의 호환성이 향상 되었다."  QCAD 3은 2012년 7월에는 완전하고 강력한 ECMAScript (JavaScript) 인터페이스로 출시되었다.

## 주요 추가 사항
QCAD의 인터페이스 및 핸들개념 중 일부는 AutoCAD의 인터페이스 및 핸들개념과 호환된다.
QCAD는 내부적으로 AutoCAD DXF 파일 형식을 사용하고 파일을 저장하고 가져온다. AutoCAD DWG 지원은 상용 플러그인으로 사용할 수 있다.
QCAD는 초기부터 CAM을 지원하도록 설계되었다.
QGIS에서 제공하는 지도편집을 위한 Z 값(고도 값(vlaue),elevation height)을 데이타(data) 처리할 수 있다.

## 멀티 플랫폼 지원
QCAD는 Linux, Mac OS X [10.8 (Mountain Lion), 10.7 (Lion), 10.6 (Snow Leopard)], UNIX ( FreeBSD , NetBSD ), x86 및 SPARC 용 Solaris 및 Windows [8, 7, Vista, XP , 2000]등에서 사용가능하다. 이는 다양한 컴퓨팅 환경에서의 협업에 있어서 중요하다.

## 사용료
QCAD는 Professional(전문가용) 버전과 Community(커뮤니티) 버전이 있다. 2018년 8월 19일 기준 Professional 버전은 33유로이고 기업용(Commercial Site Licenses), 교육기관용(Educational Site Licenses)은 가격이 달리 정해지며 이와같은 사이트 라이선스(Site Licenses)는 약 EUR(유로) 297.50 (VAT별도)로 제공되며 한 사이트에서 무제한의 사용자에게 유효하도록 보장하기 위해서이다. Community 버전은 무료이나 Professional 버전에서 몇몇 특정 애드온이 제외된 것이다. 이용자는 처음 Professional의 Trial 버전을 사용해보다가 구매를 결정하거나 애드온을 제거함으로써 Community 버전으로 전환할 수 있다. 또한 커뮤니티버전은 커스터마이징(custumizing)이 가능하다. 한편 Professional(전문가용) 또는 사이트 버전의 경우  DWG를 지원하는 기능을 추가로 제공한다는 점에서 이러한 버전의 구매 또는 사용은 지속적인 DWG호환성 개발에 보다 긍정적인 다양한 면을 확장시킬 수 있는데 용이하다. 서버용(server)은 사용자측면과 서버측면에서 보다 확장된 기능을 제공한다.

## 커뮤니티 버전
레드햇(RedHat)과 페도라(Fedora)의 경우에서처럼 레드햇이 언급한 바와 같이 커뮤니티 배포판과 엔터프라이즈 배포판(예 기업용)의 가장 큰 차이점은 무엇이 사용자에게 중요한지를 결정하는 주체이다. 커뮤니티 배포판의 방향은 기여자들이 결정한다. 이 경우 기여자들의 주된 반영이 다양한 오픈소스 옵션 중에서 패키지를 선택하고 유지 관리하는 흐름을 형성한다면 엔터프라이즈 배포판의 방향은 벤더가 해당 고객의 요구사항에 따라 기능을 추가 및 변경설정하게 된다는 점이다.
|                                                                                              |
| (예시) 스크립트 쉘로 드로윙한 직선들(커뮤니티 에디션 3.26.4 빌드,우분투20LTS,GIMP이미지작업) |

## 한글 폰트 인코딩
큐캐드(QCAD)는 한글 폰트  텍스트 인코딩(character encoding)의 경우 euc-kr, windows-1252, utf-8을 프로그램내에서 운영체제에 맞게 이를 구현하고 있다. 따라서 리눅스 버전의 경우에서도 큐캐드 내부는 euc-kr로 한글을 처리할 수 있다.

## 같이 보기
- LibreCAD
- 드래프트 사이트
- 솔리드 엣지 2D 드래프팅
- 프리캐드
- LibreDWG

## 참고자료
- Qcad-license
- 오픈 소스로 QCAD 3.1 , RibbonSoft 출시